# ホセ・エンドング・マチン・ディコンボ
ペピン (Pepín) ことホセ・エンドング・マチン・ディコンボ（José Ndong Machín Dicombo, 1996年8月14日 - ）は、赤道ギニア・バタ出身の同国代表サッカー選手。ACモンツァ所属。ポジションはミッドフィールダー。

## 経歴
FCバルセロナのカンテラ出身であり、4年間所属した。2014年11月2日、マラガCFのBチームであるアトレティコ・マラゲーニョでプロデビュー。
2015年1月、ASローマの下部組織に移る。2015-16シーズンにはカンピオナート・プリマヴェーラ優勝メンバーの一員となった。
2016年8月5日、セリエBのトラーパニ・カルチョへレンタルとなる。2016-17シーズン後半は、スイス・スーパーリーグのFCルガーノでプレーした。
2017年7月8日、ブレシア・カルチョへシーズンローンとなる。10月28日のデルフィーノ・ペスカーラ1936戦でプロ初ゴールとなる先制点を挙げ、3-0での勝利に貢献する。翌年1月にローンを打ち切り、ペスカーラへレンタルとなった。
2018-19シーズン前半は再びペスカーラでプレーした後、2019年1月31日にはパルマ・カルチョ1913に買い取り義務付きでローン移籍した。2月24日のSSCナポリ戦でスタメンに名を連ね、セリエAデビューとなった。
2020年1月31日、セリエCで首位を独走するACモンツァと4年半の契約を締結。2020-21シーズン中はレンタルの形で、シーズン終了後に完全移籍となる。
2021年1月15日、ペスカーラにシーズン終了までのローンで復帰した。

## 代表歴
2018 FIFAワールドカップ・アフリカ2次予選・モロッコ戦に出場し、19歳で赤道ギニア代表デビューを果たす。

## タイトル
ローマ
- カンピオナート・プリマヴェーラ : 2015-16

モンツァ
- セリエC : 2019-20（グループA）